# Segelfluggelände Düren-Hürtgenwald

i7
i11
i13
Das Segelfluggelände Düren-Hürtgenwald, auch Segelflugplatz Bergstein genannt, ist ein Segelfluggelände in der Nordeifel in der Gemeinde Hürtgenwald in Nordrhein-Westfalen. Halter ist der Luftsportverein Düren-Hürtgenwald e. V.

## Gelände
Der Flugplatz befindet sich etwa 5 km westlich der Stadt Nideggen an der Landstraße 11 zwischen Bergstein und Brandenberg. Er liegt in Nordost-Südwest-Ausrichtung auf einer Höhe von 355 m (1165 ft) MSL und umfasst eine Fläche von 7,5 ha. Als Grasplatz hat er eine unbefestigte Start- und Landebahn, welche als Windenschleppstrecke dient.
Zirka 15 km nordöstlich liegt das Ultraleichtfluggelände Vettweiß-Soller, zirka 15 km nordwestlich das Segelfluggelände Stolberg-Diepenlinchen.

### Zulassung
Der Platz ist für den Betrieb von Segelflugzeugen und nicht selbststartenden Motorseglern im Windenschleppstart zugelassen. Zulassungsbedingt finden hier lediglich in Ausnahmefällen Flugzeugschleppstarts oder Eigenstarts statt. Das Segelfluggelände wurde am 29. September 1972 für den Segelflugbetrieb freigegeben.

### Funkfrequenz
Die VHF-Sprechfunkfrequenz des Fluggeländes ist 123,355 MHz. Rufname der Bodenstation ist „Düren Segelflug“.

## Anlagen
In der Nähe der Piste befindet sich ein Hallenanbau, der hauptsächlich zur Hangarierung von Segelflugzeugen und Fahrzeugen genutzt wird. Daneben befindet sich das Vereinsheim und in der Nähe eine Werkstatt, in welcher hauptsächlich diverse Arbeiten an Segelflugzeugen stattfinden.

## Infrastruktur

### Startwinde
Der Luftsportverein verfügt über eine selbstgebaute Seilwinde, welche 2018 in Betrieb genommen wurde. Diese entstand unter Verwendung eines Audi V8 Benzinmotors mit 340 PS (250 kW). Montiert ist die Winde auf einem Mercedes-Benz 817. Verwendet werden etwa 1000 Meter lange Kunststoffseile.

## Flugbetrieb
Es findet meistens von Anfang März bis Ende Oktober an den Wochenenden Flugbetrieb statt. Gelegentlich findet auch Flugbetrieb unter der Woche statt, besonders während der nordrhein-westfälischen Oster-, Sommer- und Herbstferienzeiten und an Feiertagen.

### Flugausbildung
Der Verein am Platz kooperiert bei der Ausbildung zum Luftfahrerschein für Segelflugzeugführer (SPL – Sailplane Pilot License) oder LAPL(S) – (Light Aircraft Pilot License (Sailplanes)) mit der Flugwissenschaftlichen Vereinigung Aachen 1920 e. V., dem Luftsportverein Aachen und der Segelfluggruppe Nordstern. Alle diese drei Vereine sind am Flugplatz Aachen-Merzbrück beheimatet. Die Flugausbildung wird auf den doppelsitzigen Segelflugzeugen ASK 21 und Grob G 103 sowie den einsitzigen Segelflugzeugen DG 101 und Ka 6 absolviert.

## Stationierte Luftfahrzeuge
Luftsportverein Düren-Hürtgenwald
- Schleicher ASK 21 – Schulungsdoppelsitzer
- Grob G 103 – Schulungsdoppelsitzer
- Rolladen Schneider LS 4b – Standardklasse
- Schleicher K 6 E – Clubklasse
- Glaser-Dirks DG-101 – Clubklasse

Zudem fliegen gelegentlich weitere Segelflugzeuge im Privatbesitz auf dem Segelfluggelände.